# Psectra hageni
Psectra hageni är en insektsart som först beskrevs av Banks 1932.  Psectra hageni ingår i släktet Psectra och familjen florsländor. Inga underarter finns listade i Catalogue of Life.